# Me and the Colonel
Me and the Colonel is een Amerikaanse komische zwart-witfilm uit 1958, met Danny Kaye in de hoofdrol. Voor zijn vertolking won Kaye een Golden Globe Award.
De film is gebaseerd op het toneelstuk Jacobowsky and the Colonel van Samuel Nathaniel Behrman, wat een Amerikaanse bewerking was van Jacobowsky und der Oberst van Franz Werfel. Het werd voor de film bewerkt door George Froeschel en S.N. Behrman zelf.

## Het verhaal
Het verhaal speelt zich af tijdens het begin van de Tweede Wereldoorlog in Frankrijk. Jacobowsky (Danny Kaye) is een joodse man op de vlucht voor de nazi's in Parijs. Hij wil naar Engeland ontsnappen vooraleer het land wordt bezet door de nazi's. Het toeval brengt hem samen met de aristocratische en antisemitische Poolse kolonel Prokoszny (Curd Jurgens) die geheime informatie naar Londen moet brengen. De kolonel leert Jacobowsky tijdens hun vlucht stilaan te waarderen, ook al zijn ze allebei verliefd op dezelfde vrouw. Samen weten ze aan hun achtervolgers te ontkomen.

## Rolverdeling
| Acteur             | Personage         |
| ------------------ | ----------------- |
| Danny Kaye         | S.L. Jacobowsky   |
| Curd Jürgens       | kolonel Prokoszny |
| Nicole Maurey      | Suzanne Roualet   |
| Françoise Rosay    | madame Bouffier   |
| Akim Tamiroff      | Szabuniewicz      |
| Mathilde Casadesus | een secretaresse  |
| Robert Dalban      | Pierre Michel     |